# شهرستان یاسننسکی
شهرستان یاسننسکی (به لاتین: Yasnensky District) یک شهرستان در روسیه است که در استان اورنبورگ واقع شده‌است.